# Jovanka Broz
Jovanka Broz (născută Budisavljević, în sârbă Јованка Броз, născută Будисављевић; n. 7 decembrie 1924, Pećane⁠(d), Lika-Senj, Croația – d. 20 octombrie 2013, Belgrad, Serbia) a fost Prima Doamnă a Iugoslaviei ca soție a liderului iugoslav Iosip Broz Tito. A fost locotenent colonel în Armata Populară Iugoslavă. 
A fost căsătorită cu Tito din 1952 până la moartea sa în 1980. După moartea soțului ei, toate proprietățile i-au fost confiscate și a fost mutată într-o vilă de stat, unde ar fi locuit în arest virtual la domiciliu.

## Tinerețe
Ea s-a născut la 7 decembrie 1924 în Pećane, lângă Udbina, în regiunea Krajina din Regatul Sârbilor, Croaților și Slovenilor într-o familie de etnici sârbi, părintii ei fiind Mićo Budisavljević și Milica Svilar. Când a împlinit aproape 15 ani, a început al doilea război mondial, în 1939. Familia ei a fost forțată să fugă de regimul violent anti-sârb Ustașa care a preluat puterea în noul Statul Independent al Croației, în 1941, un stat marionetă fascist. Acest nou stat a intenționat ca o treime dintre sârbii prečani să fie convertiți forțat la catolicism, o treime să fie expulzați și o treime să fie exterminați. Casa lor a fost în cele din urmă arsă de ustași. Ea s-a alăturat partizanilor iugoslavi la vârsta de 17 ani. 

## Viața cu și în jurul lui Tito

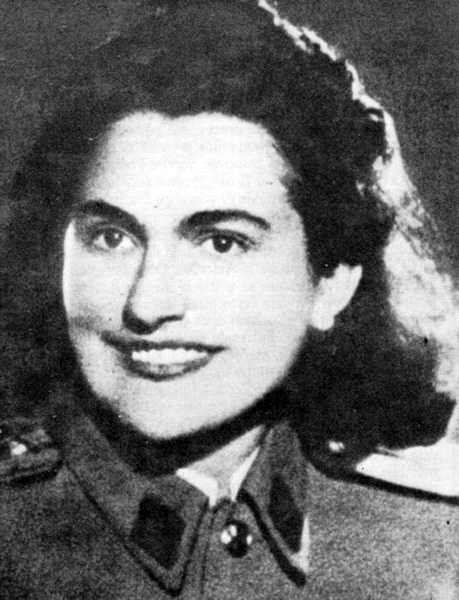
Jovanka Broz ca partizan în anii ’40.

Fostul general JNA, Marjan Kranjc, a spus că Jovanka a fost repartizată Mareșalului Tito încă din 1945, ca parte a personalului care i-a verificat mâncarea și se ocupa de curățenia generală în scopul prevenirii bolilor. După moartea marii iubiri a lui Tito, Davorjanka Paunović⁠(sr)[traduceți], al cărei mormânt se află în cartierul belgrădean Dedinje, în 1946, Jovanka a devenit secretara sa personală, potrivit lui Kranjc. "Astfel, ea a devenit  parte a inelului cel mai interior de securitate din jurul lui Tito și a trebuit să semneze un acord secret de cooperare cu Serviciul de Securitate al Statului (SDB), care reprezenta legea" - a spus Kranjc.

### Relație inițială
Milovan Đilas, unul dintre membrii și ideologii de frunte ai mișcării revoluționare comuniste și un disident ulterior, oferă mai multe detalii despre Jovanka în această perioadă în Druženje s Titom (Prietenia cu Tito). Potrivit acestuia, relația cu Tito a fost extrem de dificilă pentru ea: «A stat mereu în apropiere de Tito. O vedeam de nenumărate ori în timp ce stătea de veghe ore întregi într-un hol [în timp ce ținem o întâlnire de noapte târzie în interior], pentru a se asigura că este disponibilă dacă Tito are nevoie de ceva când va dormi. Din această cauză, mânia și lipsa de încredere din partea celorlalți slujitori erau aproape inevitabile. Motivele pentru apropierea ei de Tito ar fi putut fi explicate în moduri interminabile, niciunul dintre ele nu ar putea arăta caracterul ei într-o lumină bună: ascensiune în carieră, lingușire, extravaganță malefică feminină, exploatarea singurătății lui Tito... Pentru ea, Tito a fost o divinitate a războiului și a partidului comunist pentru care toată lumea trebuia să sacrifice totul. Era o femeie adâncită în procesul de a-l înțelege pe Tito ca bărbat, în timp ce se îndrăgostea tot mai mult și îi era tot mai devotată. Ea s-a resemnat cu gândul de a fi necunoscută și nerecunoscută, dacă ar fi fost nevoie, numai să fie alături de omul divin despre care a visat și căruia ar putea să-i aparțină abia acum, când a ales-o.»

### Căsătorie

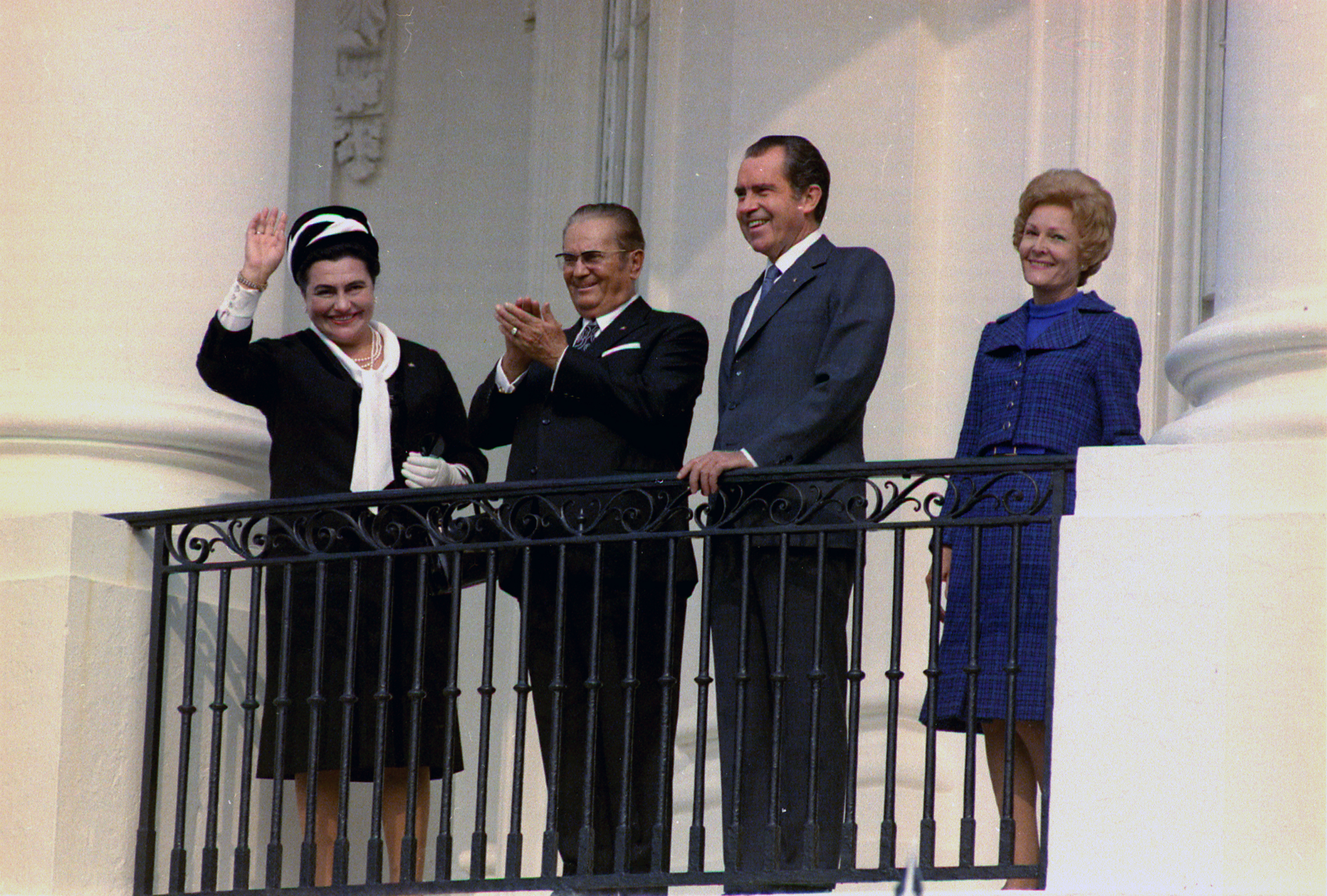
Jovanka Broz în 1971, în timpul unei vizite la Casa Albă, cu Tito, președintele Nixon, și prima doamnă Pat Nixon.

Data exactă a căsătoriei lor este, de asemenea, supusă dezbaterii. Ceremonia secretă de nuntă a avut loc fie în anul 1951, fie în aprilie 1952; cu toate acestea, locul ceremoniei nu este, de asemenea, clar. Unele surse spun că a avut loc în vila aristocratică Dunavka din Ilok în timp ce alții consideră că a avut loc într-o comună a Belgradului, Čukarica.

### Deteriorare a relației

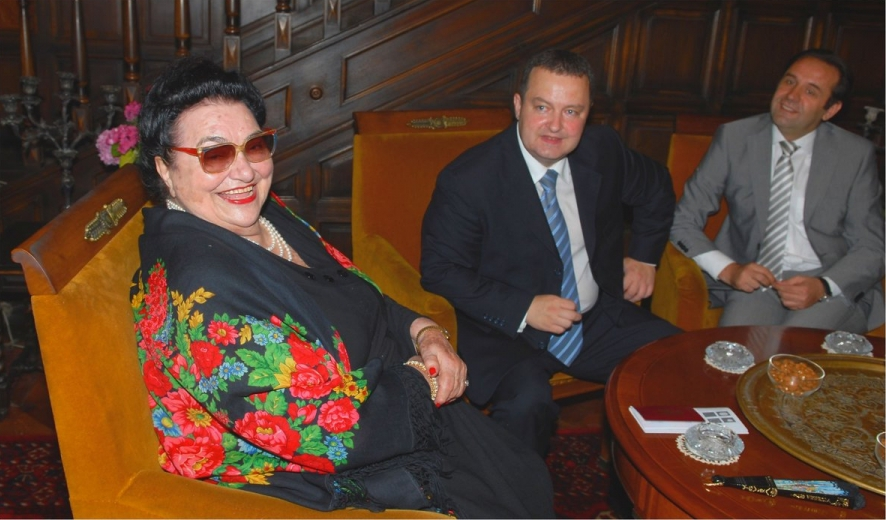
Jovanka în casa sa, în iunie 2009, cu Ivica Dačić și Rasim Ljajić.

Mulți au crezut că a fost o victimă a ambițiilor politicienilor care au reușit să-l manipuleze pe Mareșalul Tito îmbătrânit, întorcându-l împotriva soției sale. Potrivit lui Ivo Eterović, un scriitor și fotograf cu acces inedit de zeci de ani la cuplul conducător al Iugoslaviei, „principalii vinovați ai despărțirii Tito-Jovanka sunt Stane Dolanc (care era un porc) și generalul Nikola Ljubičić”. În 1975, Tito a părăsit reședința lor comună și ea nu l-a mai văzut între 1977 și 1980, când Tito a murit. După moartea mareșalului Tito, ea a trăit în izolare în Dedinje, o suburbie din Belgrad, în arest la domiciliu.

### Deces

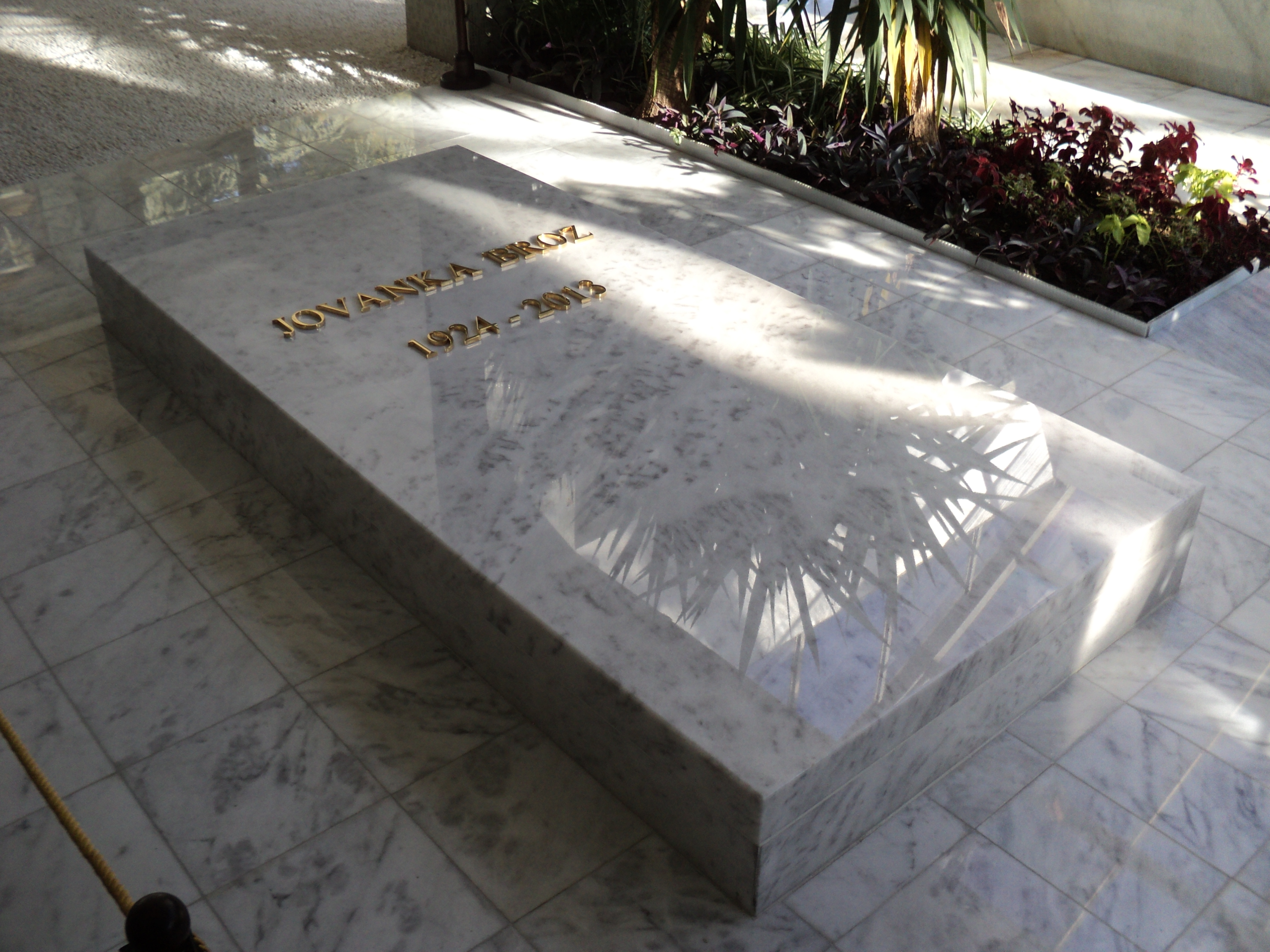
Mormântul Jovankăi Broz în mausoleul Casa Florilor (Кућа цвећа) din Belgrad.

Broz a fost internată la 23 august 2013 și a murit în urma unui atac de cord într-un spital din Belgrad la 20 octombrie 2013, la vârstă de 88 de ani. A fost înmormântată în mausoleul Casa Florilor din Belgrad. 

### Memorii
Cartea intitulată „Viața mea, adevărul meu”, a fost lansată cu doar trei săptămâni înainte de a muri și a fost vândută în chioșcurile de ziare.

## Onoruri
- Franța - Marea Cruce a Ordinului Național de Merit .
- Statul Imperial al Iranului - Medalia Comemorativă - A 2.500-a aniversare a Imperiului Persan (14/10/1971).[13][14]
- Familia Regală a Nepalului -  Ordinul clasa I - Tri Shakti Patta (02/02/1974).[15]